# Hereret
Hereret ist der Name weiblicher Gottheiten in der ägyptischen Mythologie. Sie werden ausschließlich in Gräbern genannt oder dargestellt.

## Vorkommen

### In der Nekropole von Assiut
Die Göttin Hereret wird zweimal in den Gräbern der Nekropole von Assiut genannt, und zwar in der großen Inschrift an der rechten Seitenwand des Grabes III des Jtj-jb-j bzw. an der Türlaibung des Grabes IV des Cheti II. Im Grab III trägt die Göttin das Determinativ einer schakalköpfigen Gottheit. Es ist daher anzunehmen, dass es sich bei der Göttin um eine schakal- oder wolfsköpfige Göttin handelt, die dann das Gegenstück zu den in Asyut verehrten Totengöttern Upuaut und Anubis darstellen könnte.

### Im Pfortenbuch
Im Pfortenbuch wird Hereret als vielfach gewundene Schlange, „die Entfernende“, in der vierten Stunde im mittleren Register dargestellt. Sie gebiert die zwölf Stunden repräsentierenden Schlangen und vernichtet sie wieder. Zu beiden Seiten der Schlage sieht man zwei schräge Podeste, auf denen sich je sechs Stunden der Nacht befinden.
In der Beschreibung der Szene wird die Schlange zweimal mit ihrem Namen Hereret benannt. Der Name der Göttin endet mit dem Determinativ für Schlange.

### Im Totenbuch
Weiterhin wird die Gottheit Hereret am Eingang des elften Tores im ägyptischen Totenbuch, Spruch 145, genannt. Dieser Spruch ist z. B. vollständig im thebanischen Grab TT353 des Senenmut niedergeschrieben. Die Göttin ist Gebieterin dieses Tores des Herzensmatten, für die man am Tage des Hörens der Untaten jubelt.

## Bedeutung des Namens
Die Bedeutung des Namens ist umstritten. Der Name wird häufig mit „die Schrecken Erregende“ angegeben, allerdings mit einem Fragezeichen. Im Totenbuchspruch wird sie Ḥrr.t-nt-sbḫt-nbt genannt, wofür die Übersetzung „die Schrecken Erregende (?) eines jeden Tores“ vorgeschlagen wird.
In den deutschsprachigen Pfortenbuchübersetzungen wird als Übersetzung „die Entfernende“ (Erik Hornung) angegeben, in englischsprachigen Publikationen bleibt sie häufig unübersetzt.